# Parafia Znalezienia Krzyża Świętego w Łazanach
Parafia Znalezienia Krzyża Świętego w Łazanach – rzymskokatolicka parafia znajdująca się w archidiecezji krakowskiej, w dekanacie Niegowić, w Polsce.
W miejscu dzisiejszego kościoła parafialnego już w XIII w. istniał drewniany kościół. Pierwsze wzmianki o parafii pochodzą z lat 1325–1327.